# Kristof Magnusson
Kristof Magnusson (rojen kot Kristof Weitemeier-Magnusson 4. marca 1976 v Hamburgu) je islandsko-nemški pisatelj in prevajalec. Živi v Berlinu. Po zaključenem izobraževanju za cerkvenega glasbenika je študiral literarno in scensko pisanje v Leipzigu in Berlinu, ter islandsko književnost v Reykjavíku.
Njegovo delo poleg romanov in gledaliških iger obsega tudi kratke zgodbe in reportaže. Poleg tega prevaja v nemščino islandsko književnost.
Magnusson je za svoje pisateljsko in prevajalsko delo prejel številne nagrade ter rezidenčne in delovne štipendije. Med drugim je bil Stadtschreiber (mestni pisar) Goethe-Instituta v mestu Pune/Indija, Writer in Residence na Massachusetts Institute of Technology (MIT) in Translator in Residence na Evropskem prevajalskem kolegiju v Straelenu. Poleg tega je poučeval na več univerzah.
Širše občinstvo ga je spoznalo z gledališko igro Moški brlog (Männerhort, 2002). Komedija je bila med drugim prevedena v francoski, angleški, švedski, turški, bolgarski, estonski, slovaški, češki, poljski in slovenski jezik (prevod Mojca Kranjc). Igro so v različnih deželah uprizorili v več kot 80 gledališčih, v Celju pa je na rednem sporedu SLG Celje (režija: Sandy Lopicic). Kritiki so jo med drugim pohvalili kot »inteligentno komedijo spolnih dobitkov, zamenjav in izgub«. Igro pa so poleg tega uprizorili tudi na številnih gostovanjih.
Tudi Magnussonovi romani so naleteli na veliko zanimanje in bili prevedeni v različne jezike. Z romanesknim prvencem so ga povabili na tekmovanje za nagrado Ingeborg Bachmann, najpomembnejše literarno tekmovanje v nemškem govornem prostoru. Tudi druga dva romana sta bila prav tako deležna velike medijske pozornosti in se uvrstila na sezname nemških prodajnih uspešnic.
V slovenskem prevodu Ane Jasmine Oseban je izšel Magnussonov drugi roman Nisem bil jaz. V romanu nastopajo investicijski bančnik Jasper Lüdemann, avtor uspešnic Henry LaMarck in književna prevajalka Meike Urbanski, ki izmenjaje pripovedujejo vsak iz svoje perspektive.
Vsi trije so na robu osebne krize, ki se jim bliža ali pa se je že začela. Drug na drugega naletijo po naključjih, ki so jih delno povzročili sami, ter zaidejo v medsebojno odvisnost, ki jo odločilno zaznamujeta ljubezen in denar. Z ostrino in humorjem, ki izzoveta simpatijo, avtor predstavi povsem svojevrstno domišljavost, nečimrnost in stiske svojih protagonistov. Kot že v prvem romanu pusti protagonistom goljufati in postopati naokoli, ter jih naposled, po napetih turbulencah, s kančkom ironije, privede do srečnega konca. 
Slovenski kritiki so roman Nisem bil jaz sprejeli zelo pozitivno, v reviji Bukla najdemo zapis: »Zapletena komedija zmešnjav na simpatično berljiv, nazoren in razumljiv način razkriva ozadje in nekatere ključne vzvode borznih špekulacij.«
Med pisanjem svojih romanov Kristof Magnusson tudi poglobljeno raziskuje. V nekem intervjuju je na primer razkril, kako težko je bilo med raziskovanjem za roman Nisem bil jaz priti v trgovske hale. Poleg tega pravi, da ga je navdihnil tudi britanski investicijski bančnik Nick Leeson, še zlasti zato, ker je svoje prve dvomljive posle sklenil zato, da bi popravil napako svojega kolega.
Poleg tega slog Kristofa Magnussona odlikujeta humor in lahkotnost. O tem pravi: »Zame je humor […] zelo pomemben način videnja sveta. […] Mislim, da nezaupanje do ljudi, ki nimajo niti kančka humorja, sploh ni tako slaba ideja, če se ozremo malce naokoli, kaj se trenutno dogaja na področju politične retorike. Humor je vselej oblika tankočutnega zaznavanja in hkratnega distanciranja. To pomeni, da se z nekom, ki ima smisel za humor, ne da tako lahko manipulirati. In kar je resnično skupno vsem totalitarnim režimom je to, da so povsem brez humorja.«